# Karrebæk Mølle
Karrebæk Mølle er  af typen hollandsk vindmølle og er bygget ca. 1860 på bakken ved kirken i Karrebæk i den nordlige del af Karrebæksminde i Næstved Kommune. Møllen var i drift som kornmølle frem til 1942. 
I 1945 blev møllen købt af ”Komiteen til Karrebæk Mølles Bevarelse” og den blev fredet i 1959 pga. sine miljømæssige, kulturhistoriske og arkitektoniske værdier. 
Næstved Kommune overtog i 1972 Karrebæk Mølle og har haft ansvaret for vedligeholdelsen frem til 2017. 
Møllen har i mange år været sømærke for skibstrafikken på Karrebæk Fjord og skal også fremover fungere som sådan. Næstved Havn har derfor gennem årene bidraget til møllens vedligeholdelse. 
Pr. 1. juli 2017 er møllen overdraget til ”Karrebæk Møllelaug af 2016” som herefter vil stå for istandsættelse og drift. Da møllen er fredet skal en påkrævet og omfattende istandsættelse/restaurering foregå i tæt samarbejde med Slots- og Kulturstyrelsen.
Møllelaugets opgave bliver i første omgang at få udarbejdet handleplan for en restaurering og derefter at arbejde for at rejse midler hertil. Det er målet, at møllen bringes i funktionsduelig stand til glæde for lokalsamfund og turister, og således at den kan indgå i skolernes historieundervisning.
Møllen kan indtil videre kun beses udefra.